# Aliou Dieng
Aliou Dieng (Bamako, 16 de octubre de 1997) es un futbolista maliense que juega en la demarcación de centrocampista para el Al-Ahly de la Liga Premier de Egipto.

## Selección nacional
Tras jugar con la selección sub-23 de Malí, hizo su debut con la selección absoluta el 5 de julio de 2015 en un partido de clasificación para el Campeonato Africano de Naciones de 2016 contra Guinea-Bissau que finalizó con un resultado de 3-1 a favor del combinado maliense tras los goles de Abdoulaye Sissoko, Boubacar Diarra y Ismaël Koné para Malí, y de Iaquinta. Además disputó el Campeonato Africano de Naciones de 2016 y la Copa Africana de Naciones 2021.

### Participaciones en la Copa Africana de Naciones
| Copa Africana de Naciones      | Sede            | Resultado        | Partidos | Goles |
| ------------------------------ | --------------- | ---------------- | -------- | ----- |
| Copa Africana de Naciones 2021 | Camerún         | Octavos de final | 2        | 0     |
| Copa Africana de Naciones 2023 | Costa de Marfil | Cuartos de final | 2        | 0     |

### Goles internacionales
| # | Fecha               | Estadio                                     | Oponente      | Gol | Resultado | Competición                                             |
| - | ------------------- | ------------------------------------------- | ------------- | --- | --------- | ------------------------------------------------------- |
| 1 | 31 de enero de 2016 | Estadio Regional Nyamirambo, Kigali, Ruanda | Túnez         | 0-1 | 1-2       | Campeonato Africano de Naciones de 2016                 |
| 2 | 9 de junio de 2022  | St. Mary's Stadium-Kitende, Entebbe, Uganda | Sudán del Sur | 1-3 | 1-3       | Clasificación para la Copa Africana de Naciones de 2023 |

## Clubes
| Club                     | País           | Año       | Partidos | Goles |
| ------------------------ | -------------- | --------- | -------- | ----- |
| Djoliba AC               | Mali           | 2016-2018 | 20       | 0     |
| MC Alger                 | Argelia        | 2018-2019 | 53       | 1     |
| Al-Ahly                  | Egipto         | 2019-2024 | 215      | 7     |
| Al-Kholood Club (cedido) | Arabia Saudita | 2024-2025 | 31       | 3     |
| Al-Ahly                  | Egipto         | 2025-     | 1        | 0     |

## Palmarés

### Torneos nacionales
| Título                 | Club    | País   | Año     |
| ---------------------- | ------- | ------ | ------- |
| Supercopa de Egipto    | Al-Ahly | Egipto | 2019    |
| Liga Premier de Egipto | Al-Ahly | Egipto | 2019-20 |
| Copa de Egipto         | Al-Ahly | Egipto | 2019-20 |
| Copa de Egipto         | Al-Ahly | Egipto | 2021-22 |
| Liga Premier de Egipto | Al-Ahly | Egipto | 2022-23 |
| Copa de Egipto         | Al-Ahly | Egipto | 2022-23 |
| Supercopa de Egipto    | Al-Ahly | Egipto | 2023    |
| Liga Premier de Egipto | Al-Ahly | Egipto | 2023-24 |
| Supercopa de Egipto    | Al-Ahly | Egipto | 2024    |

### Torneos internacionales
| Título                      | Club    | Sede      | Año     |
| --------------------------- | ------- | --------- | ------- |
| Liga de Campeones de la CAF | Al-Ahly | Egipto    | 2020    |
| Supercopa de la CAF         | Al-Ahly | Catar     | 2021-I  |
| Liga de Campeones de la CAF | Al-Ahly | Marruecos | 2021    |
| Supercopa de la CAF         | Al-Ahly | Catar     | 2021-II |
| Liga de Campeones de la CAF | Al-Ahly | Marruecos | 2023    |
| Liga de Campeones de la CAF | Al-Ahly | El Cairo  | 2024    |